# Escuela Normal para Varones
La Escuela Normal Central para Varones es una institución de educación media de Guatemala, especializada en la formación de maestros de educación primaria urbana. Fundada en 1873 por el gobierno del general Justo Rufino Barrios ha tenido participación directa en movimientos populares que han resultado en grandes cambios políticos para Guatemala, entre ellos: la Semana Trágica de 1920 que derrocó al gobierno del licenciado Manuel Estrada Cabrera y la Revolución de octubre de 1944 que terminó con los gobiernos de los generales Jorge Ubico Castañeda y Federico Ponce Vaides. Entre sus alumnos más destacados están los profesores Luis Martínez Mont -quien fue asesor de psicología infantil del cineasta estadounidense Walt Disney- y Juan José Arévalo Bermejo -quien fue Presidente de Guatemala entre 1945 y 1951.

## Historia

### Fundación

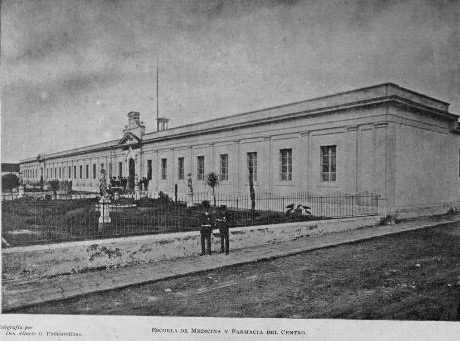
Antiguo Colegio Clerical Mayor de los Paulinos que fue expropiado por el gobierno del general Justo Rufino Barrios y convertido en la Escuela Normal Central para Varones en 1873. En 1879 la Escuela Normal fue trasladada a las instalaciones del Instituto Nacional Central para Varones y el antiguo Colegio Mayor convertido en la Escuela Facultativa de Medicina del Centro.

El primer director de la Escuela Normal fue el pedagogo y político cubano José María Izaguirre e Izaguirre —quien había sido maestro del poeta cubano José Joaquín Palma en Cuba y quien también sería director del Instituto Nacional Central para Varones unos cuantos años después— y la Escuela Normal ocupó el edificio del Colegio Mayor de los Paulinos, el cual estaba frente al Hospital San Juan de Dios. Durante el régimen de Barrios, la Escuela Normal fue una institución de élite que disponía de profesores de varios países, entre ellos el poeta cubano José Martí, quien en 1877 dirigió una carta al director del periódico El Progreso, Valero Pujol en la que menciona «las útiles pláticas que la Escuela Normal sustenta, y el público favorece.»

### Traslados

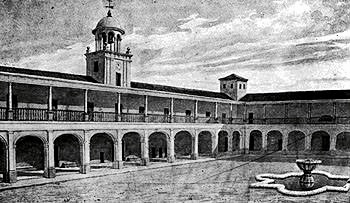
Antiguas instalaciones del Instituto Nacional Central para Varones. En 1879, la Escuela Normal fue traslada a estas instalaciones que compartió con el Instituto hasta 1892.

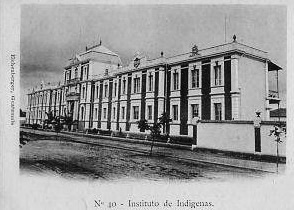
Instituto agrícola de Indígenas en 1915. Aquí estuvo la Escuela Normal hasta que el edificio fue destruido por los terremotos de 1917-18.

Originalmente, la Escuela Normal estuvo en el antiguo colegio clerical que el arzobispo de Guatemala Francisco de Paula García y Peláez inauguró en la segunda avenida sur, entre la 12.ª y 13.ª calles del Centro Histórico de la Ciudad de Guatemala en 1868 y que fuera expropiado por el gobierno liberal de Justo Rufino Barrios en 1873. Pero en 1879, el edificio fue destinado a la Escuela Facultativa de Medicina y la Escuela Normal fue trasladada a las instalaciones del Instituto Nacional Central para Varones.
En 1892, por una huelga contra el entonces director Manuel R. Ortega, se traslada al edificio de la Mayoría General del Ejército y en 1896, durante el gobierno del general José María Reyna Barrios, se fusionó con el Instituto Agrícola de Indígenas y pasó a llamarse «Escuela Normal Central de Profesores»; su director en ese momento era el pedagogo guatemalteco José María Fuentes y las instalaciones estaban en la finca «La Aurora», al sur de la Ciudad de Guatemala. Permaneció en esta ubicación hasta que el edificio de tres pisos que ocupaba fue derrumbado por los terremotos de 1917-1918. Tras el derrocamiento del licenciado Estrada Cabrera, la Escuela Normal fue trasladada a las instalaciones que ocupara el «Liceo Joaquina» en el centro de la ciudad. Finalmente, durante el gobierno del general Jorge Ubico Castañeda, fue trasladada a la 7a. avenida 4-29 de la zona 13, lugar que ha ocupado desde entonces.

### Primera militarizaciones

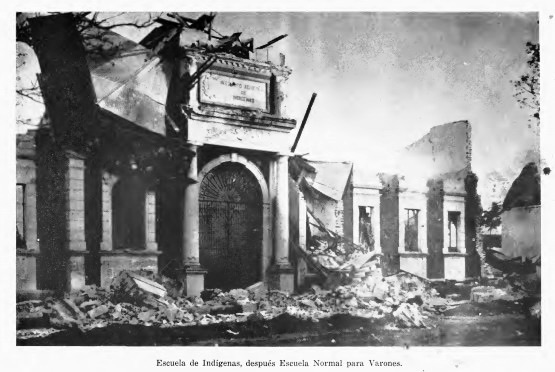
Ruinas del edificio de la Escuela de Indígenas y de la Escuela Normal para Varones tras los terremotos de 1917-18.

Mediante el decreto emitido 16 de junio de 1900, el presidente Manuel Estrada Cabrera militarizó todos los centros educativos.

### Proyecto educativo de los gobiernos de José María Orellana y Lázaro Chacón
Tras el gobierno de Manuel Estrada Cabrera Guatemala tenía un 93 por cierto de analfabetismo; prácticamente todos los indígenas eran analfabetos, la cobertura docente era muy escasa y el porcentaje de maestros empíricos muy alto. Así que la necesidad de enfocarse en la educación se hacía indispensable y esa educación tenía que dirigirse hacia las masas indígenas. Durante los gobiernos de los generales José María Orellana y de Lázaro Chacón, el proyecto educativo tuvo como base fundamental la «desanalfabetización», es decir, la eliminación del analfabetismo, el término des-analfabetizar, sugiere no sólo enseñar a leer y escribir, sino hace énfasis en erradicar el analfabetismo. Junto a este principio básico, se buscaba también elevar el nivel educativo y fortalecer la instrucción cívica.
Ante el gran porcentaje de maestros empíricos los gobiernos de Orellana y Chacón realizaron varios concursos para elegir a los más aventajados estudiantes que culminaban su carrera como maestros y otorgarles una beca que les permitiera continuar sus estudios en otros países convirtiéndose en profesionales de la pedagogía para que, de vuelta a Guatemala, pudieran encargarse de formar a los nuevos maestros. La repercusión más importante de esta decisión fue la formación de Juan José Arévalo Bermejo quien viajó a Argentina con una de estas becas y que fue quien finalmente pudo llevar a la práctica el proyecto cuando fue presidente entre 1945 y 1951, y hacer los cambios más importantes que ha recibido la educación en Guatemala.
Al final del año 1929 se efectuó un importante congreso pedagógico que tuvo a su cargo la revisión de los planes de estudio y el análisis de los más urgentes problemas que confrontaba la educación pública del país. Las principales reformas que se imprimieron a la educación fueron las siguientes:
1. Reforma de los programas de educación primaria para ajustarlos a los adelantos surgidos en la técnica pedagógica.
2. Reforma al plan de estudios de las Escuelas Normales de Preceptores instituyendo dos años de estudios en lugar de uno.
3. Unificación de los planes de estudio de las escuelas normales con los institutos de bachillerato, debiéndose otorgar en adelante el título de Maestro de Educación Primaria y Graduado en Ciencias y Letras; el nuevo plan comprendía cuatro años.
4. Establecimiento de la obligación de hacer un año de práctica pedagógica a los maestros recién graduados, antes de autorizarles el libre el ejercicio de su profesión.
5. Establecimiento de la obligación de los aspirantes a ingresar en las escuelas normales, de aprobar un examen de admisión.
6. Reforma al plan de estudios y los programas de la Escuela Normal de Maestras para Párvulos, a fin de ajustarlos a las necesidades propias de ese nivel educativo y al mejor conocimiento del niño, considerado desde los puntos de vista psicobiológico y social.
7. Ratificación del propósito de crear la Escuela Normal Superior, dictándose el plan de estudio y los programas correspondientes.[11]

La reforma a la Ley Orgánica de fecha 11 de mayo de 1929, comprendía la creación de la Escuela Normal Superior y los reglamentos de julio de ese mismo año establecían sus finalidades y su plan de estudios.
En el acuerdo de la creación se estableció como requisito esencial, para inscribirse y matricularse en el establecimiento, poseer el título de Maestro de Educación Primaria y al terminar los estudios correspondientes el derecho de obtener el título de Profesor Normal. En su primer año, se inscribieron 44 hombres y 29 mujeres ya que un profesor normal tenía derecho para ocupar los puestos siguientes:
- direcciones de Escuelas Normales e Institutos de Secundaria
- cátedras en dichos establecimientos
- jefaturas de secciones en los departamentos escolar y administrativo del Ministerio de Educación Pública
- inspecciones técnicas[c]

### Gobierno de Jorge Ubico

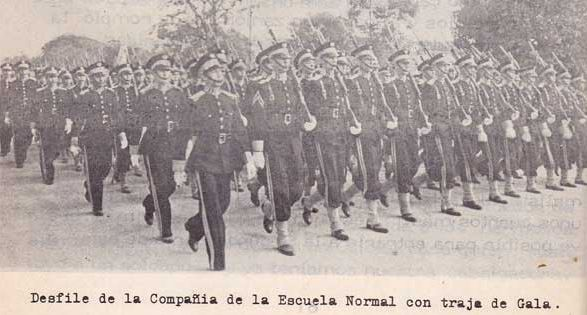
Estudiantes de la Escuela Normal Central para Varones desfilando el 30 de junio de 1939, cuando la institución estaba militarizada.

Cuando Jorge Ubico tomó la presidencia en 1931, acabó con todas las novedades en materia educativa y dificultó seriamente las condiciones para el magisterio nacional. El proyecto educativo permaneció dormido hasta que fue retomado por el gobierno de Juan José Arévalo -beneficiario de una de las becas que el gobierno otorgó y que le permitió doctorarse en el extranjero-. Arévalo llevó a cabo todos los cambios que Chacón solamente pudo intentar. El pedagogo Luis Martínez Mont, amigo personal de Arévalo y quien había regresado a Guatemala luego de realizar estudios avanzados de psicología infantil en Suiza con el famoso psicólogo infantil Jean Piaget se hizo cargo de la dirección de las escuelas normales del país.
El 27 de abril de 1932, emitió el Ejecutivo el decreto 1264 por el cual se establecía el pago de cuotas en la enseñanza secundaria normal en especial. El referido decreto aduce razones de carácter económico y considera que "por otra parte, el Estado tiene obligación de costear solo la instrucción primaria, por ser base imprescindible y de suma necesidad para la preparación del pueblo y el ensanche de la cultura nacional.
El gobierno del general Jorge Ubico (1931-1944) derogó la Ley de Educación impulsada por los presidentes Orellana y Chacón y aplicó las siguientes medidas:
- Prohibió el trabajo magisterial a la mujer casada.
- Fomentó la delación y el espionaje entre los maestros, tácticas que ya habían sido utilizadas antes en Guatemala, durante el gobierno de Estrada Cabrera.
- Promovió numerosos actos públicos de felicitación al presidente y al Partido Liberal Progresista. En los desfiles marchaban también los maestros portando uniforme al estilo militar y sujetos a una drástica disciplina.[11]
- Redujo las jubilaciones de algunos maestros retirados a cantidades de hasta dos quetzales mensuales, que por ende resultaban insuficientes para subsistir.
- Organizó mediatizadas exposiciones escolares.
- Implantó la educación militarizada en los centros de segunda enseñanza y semimilitarizada en las escuelas primarias. Los centros de segunda enseñanza fueron sujetos a un régimen semimilitar desde el año de 1932, nombrándose como inspectores a militares que tenían generalmente el grado de tenientes capitanes; el inspector general de cada establecimiento tenía un grado que oscilaba entre el de mayor y el de coronel. Los medios disciplinarios que empleaban consistían en arrestos, plantones y expulsiones temporales y definitivas.
- Al principio de su gobierno, debido a los efectos de la Gran Depresión de 1929, pospuso la construcción de nuevas escuelas públicas primarias y la reparación de las ya existentes. No obstante, esto cambió hacia 1943, cuando se fomentó la construcción.
- Invirtió grandes sumas de dinero en miles de uniformes escolares y banderas de colores.
- Promovió concursos atléticos interescolares.[13] La educación física fue objeto de un gran incremento que era por lo general apreciado en los aniversarios de la independencia patria -15 de septiembre- y de la Revolución Liberal -30 de junio-.[11]

En 1939 el ejecutivo dictó un decreto por el cual se disponía la militarización de toda la segunda enseñanza, incluyendo las escuelas normales. Para el efecto fueron nombrados militares de alta graduación como directores de todos los establecimientos y el número de alumnos se redujo a lo que es en lenguaje militar una compañía. Un cuerpo de oficiales tenía a su cargo el mantenimiento de la disciplina, en tanto que los alumnos estaban divididos en soldados, cabos y sargentos.

### Revolución de Octubre
A finales del gobierno del general Ubico la Escuela Normal estaba militarizada y para su funcionamiento se integraba de una unidad administrativa a cargo de militares de profesión y encargada de impartir órdenes y disciplina castrense, y una unidad académica integrada por un claustro de catedráticos civiles encargados de la enseñanza. La escuela se caracterizaba entonces por tener un internado obligatorio, régimen y disciplina militar, estudiantes becados en condiciones económicas bastante reducidas, predominio de alumnos de la provincia, y un claustro altamente calificado liderado por Luis Martínez Mont. Los estudiantes de esa época sufrieron arrestos indefinidos, palabras grotescas, golpes y prácticas militares agotadoras de tres y cuatro horas diarias, en menoscabo de las horas de estudio.
El 25 de junio de ese año, el descontento con el gobernante llegó al máximo, después que éste disolviera las manifestaciones públicas que le pedían la renuncia del cargo y resultara muerta la profesora María Chinchilla. El 29 de junio más de cien mil personas se manifestaron en contra del asesinato de la maestra Chinchilla y los estudiantes de la Escuela decidieron no concurrir al desfile del 30 de junio -Aniversario de la Revolución Liberal de 1871-, aun cuando el régimen militar del plantel los obligaba a ello.
Ubico cedió a las protestas y a la carta de los 311 y decidió renunciar el 1.º de julio de 1944, cediendo el poder a la Junta Militar integrada por los generales Eduardo Villagrán Ariza, Federico Ponce Vaides y Buenaventura Pineda. Al poco tiempo, esta junta decidió cederle el poder al General Federico Ponce Vaides. Los estudiantes de la Escuela Normal a través de un telegrama solicitaron al nuevo presidente provisional la desmilitarización del plantel el 15 de julio de 1944, pero no fueron atendidos. Alentados por las circunstancias, insistieron y el nuevo gobierno les otorgó la desmilitarización del establecimiento educativo. Los normalistas fueron reunidos en los corredores de la Escuela Normal para escuchar la orden militar del día, que trató sobre la desmilitarización de la Escuela Normal. Los estudiantes fueron desarmados y rompieron filas. El 1.º de agosto el personal administrativo de la Escuela Normal quedó integrado de la siguiente forma:
- Director: Jorge Luis Arriola
- Sub Director: Prof. Manuel Chavarría Flores
- Inspectores: Profesores: Fermín García, Eloy Amado Herrera, Víctor Manuel Valdés, César Julio Mérida y Juan José Guerrero.
- Secretario: Profesor Alberto Arriaga.[14]

Durante esta corta administración, la administración de la Escuela Normal mejoró la alimentación de los internos, cambió a los inspectores, desarrolló el arte literario y fomentó las relaciones inter-escolares que no existían hasta entonces. Las primeras visitas fueron de las alumnas del Instituto Normal Central para Señoritas Belén y luego se establecieron los jueves deportivos donde se invitaban a institutos de secundaria de la Ciudad de Guatemala para practicar encuentros deportivos, tanto de mujeres como de hombres. Estos cambios hicieron que el presidente Ponce Vaides viera con recelo a la Escuela Normal, por lo que destituyó a Jorge Luis Arriola el 25 de septiembre de 1944 y nombró como director en su lugar a Carlos Alberto Quintana quien era miembro activo del Partido Liberal y a quien la institución declaró non grato. Como protesta, renunciaron los profesores de la administración y los estudiantes emprendieron varias acciones:
- elaboraron un manifiesto pidiendo la reinstalación del Dr. Arriola como director
- hicieron aclaraciones a la prensa para salvar al Dr. Arriola
- emprendieron jornadas de protesta para la liberación de su director
- convocaron a una huelga general en que los internos abandonaron el edificio de la Escuela.[14]

La huelga convocada por los estudiantes normalistas fue el punto determinante y precursor de la Revolución del 20 de octubre de 1944. José Luis Arriola había sido encarcelado en la Penitenciaría Central de Guatemala; cuando lo encontraron los estudiantes universitarios tras el triunfo de la revolución, estaba tendido sin conocimiento en una mazmorra de la penitenciaría. Los últimos días de octubre los estudiantes normalistas prestaron servicio en la Guardia Civil a favor de la revolución, dada su preparación militar que habían tenido; después entregaron la indumentaria y armas. Los estudiantes expulsados fueron nuevamente admitidos en la Escuela Normal y el 1.º de noviembre iniciaron las clases, por decreto de la Junta Revolucionaria de Gobierno. El nuevo director fue Arnulfo Maldonado y José Luis Arriola fue nombrado Ministro de Educación.
El 25 de septiembre fue declarado el día del normalista en conmemoración a estos hechos.

### Gobiernos revolucionarios
El presidente Juan José Arévalo Bermejo tuvo a su cargo la realización de grandes reformas educativas, como la reforma de los planes y programas de estudio. En 1946 practicó un censo escolar que fue el primero que se efectuaba en Guatemala y arrojó datos importantes sobre el atraso de la educación y el pavoroso nivel de analfabetismo existente. Sobre la base de estos resultados, se organizó una gran compaña alfabetizadora, se organizaron las Misiones de Cultura Inicial, se reabrió la Universidad Popular, y se creó la educación rural.
La Educación secundaria y normal fue objeto de una reforma general creándose el ciclo básico de 3 años común para los estudios de bachillerato y normal, a partir de este ciclo se bifurcaban los planes de estudio de ambas disciplinas. El viejo sistema de tribunales para los exámenes orales fue sustituido por las pruebas objetivas.
El Colegio de Maestros de Guatemala, una organización conservadora y seguidora de los antiguos lineamientos del gobierno de Jorge Ubico, surgió en 1949 y aglutinó a maestros que pertenecían a la élite intelectual del momento.
Durante los gobiernos de Juan José Arévalo y Jacobo Arbenz se formó la «República Normalista», y que era una forma de autogobierno que le daba vida a las escuelas públicas de la secundaria. El autogobierno escolar fue introducido a Guatemala por la Dra. María Solá de Sellarés promotora de la Escuela Activa o Funcional Europea y directora del Instituto Normal Central para Señoritas Belén entre 1941 y 1948.
Durante el periodo presidencial del Coronel Jacobo Arbenz Guzmán se siguió con la misma tónica educativa que en el gobierno de Arévalo. Durante el Gobierno de Arbenz se incrementó en gran manera la educación rural y la alfabetización. Se incrementó la educación prevocacional. El plan inicial de l la Escuela Normal Rural se extendió con la regionalización de las escuelas rurales de las cuales se fundaron seis en distintos rumbos del país. Los postulados pedagógicos de la revolución se mantuvieron vigentes por diez años cuando se dio a la educación un carácter democrático desde los jardines de niños a la Universidad, surgieron: el periodismo escolar, el autogobierno y las asociaciones de estudiantes se generalizaron en todas las escuelas secundarias. El anteproyecto de la Ley Orgánica de 1952 instaló un moderno sistema educativo acorde con la realidad pedagógica del país. Este estatuto no tuvo vigencia total.
La educación mantuvo el carácter de laica, gratuita y obligatoria para un mínimo de escolaridad. Las guarderías infantiles proliferaron y los niños huérfanos y desamparados fueron atendidos con sistemas modernos. Se permitió al magisterio organizarse sindicalmente y se fundó el sindicato de trabajadores de la educación en Guatemala (STEG), que tuvo como contraparte al Colegio de Maestros, el cual era totalmente opuesto a la sindicalización del magisterio nacional. El máximo dirigente del STEG fue el profesor Víctor Manuel Gutiérrez Garvín -miembro del entonces legalizado Partido Guatemalteco del Trabajo de orientación comunista- aunque él no era de la línea prosoviética estalinista de los dirigentes del PGT. La capacidad dirigencial de sus directivos, posibilitaron que el STEG llegara a ser la más poderosa organización sindical del período y que sus planteamientos fueran esencialmente políticos.
Con la llegada al poder de la Contrarrevolución junio de 1954, casi todas las organizaciones sindicales fueron proscritas, según Decreto 21 del 16 de julio de 1954 de la Junta de Gobierno liberacionista. Varios dirigentes magisteriales departamentales fueron encarcelados, otros fueron expulsados del país y más de tres mil maestros fueron destituidos de sus puestos.

### Gobierno liberacionista
Como parte de la política macartista del nuevo gobierno hubo cierre o suspensión de centros educativos y se eliminaron los gobiernos estudiantes revolucionarios, y que la nueva constitución de 1956 prohibía la organización de asociaciones de índole comunista o totalitaria. Numerosas publicaciones fueron destruidas por considerarlas comunistas; por la misma razón el gobierno suprimió las revistas El Maestro y Guatemala y la revista infantil Alegría. Esta nueva política también suprimió las misiones ambulantes de Cultura Inicial y otros programas de educación popular. El impulso a la educación parvularia, de la educación popular y de la alfabetización quedó detenido, a pesar de estar contemplados en la Constitución emitida en 1956.
Ese año también se emitió la Ley Orgánica de Educación Nacional, con carácter anticomunista. Dicha ley debilitó la coordinación de las instituciones educativas; el 25 de febrero de 1956 se establece la nueva ley, contenida en el Decreto Gubernativo 558 que consolidó los dos ciclos de que se compone la educación media: el pre-vocacional y el diversificado denominándolo ciclo de cultura general en 1958. De esta ley surgieron los institutos básicos por cooperación y los institutos básicos con orientación ocupacional.
El seminario de maestros de escuelas normales rurales tuvo lugar del 3 al 12 de enero de 1956 en la Escuela Normal Rural de la Alameda "Dr. Pedro Molina"; en este seminario los participantes examinaron los objetivos de la educación rural, la estructura y organización de los establecimientos de esta índole, la conveniencia de reformar el plan de estudios que regía las escuelas normales rurales del país, y reconocieron la necesidad de una educación para la salud, el aprovechamiento de las horas libres y la educación para la recreación.
En 1957 el Consejo Técnico del Ministerio de Educación creó el departamento de Orientación Escolar y Vocacional, con el propósito de mejorar la formación de los educandos.

#### Resurgimiento de la educación eclesiástica
La Iglesia Católica recuperó parte del poder que había tenido durante el gobierno conservador del Rafael Carrera en el siglo XIX; así pues, la educación religiosa privada tuvo un auge a partir de 1955, con la fundación de varios colegios elitistas para varones -Liceo Javier, Colegio Salesiano Don Bosco, y el Liceo Guatemala, entre otros- los cuales absorbieron a los estudiantes de élite que anteriormente hubieran atendido clases en las instituciones gubernamentales laicas como el Instituto Nacional Central para Varones o la Escuela Normal para Varones.
Aunque el Arzobispo de Guatemala, Mariano Rossell y Arellano publicara un escrito respecto a que la Iglesia Católica no buscaba privilegios en su lucha contra el gobierno de Arbenz, consiguió que el gobierno del coronel Castillo Armas incorporara en la Constitución de 1956 lo siguiente:
- la capacidad jurídica de la Iglesia Católica -y las de todos los otros cultos- para adquirir, poseer y disponer de propiedades, siempre y cuando se destinen para fines religiosos, de asistencia social o a la educación.[23]
- que se declarara optativa la educación religiosa en locales oficiales: en el artículo 97 de la Constitución se indica que la ley regularía lo relativo a la enseñanza religiosa en locales oficiales y que el Estado no la impartiría pero la declaraba optativa. También garantiza la libertad de enseñanza en todos los otros establecimientos.[24]
- que el Estado contribuyera al sostenimiento de la educación religiosa: en el artículo 111 se indica que las instituciones privadas que impartan educación gratuita serán exoneradas de determinados impuestos fiscales y municipales en compensación por sus servicios.[25]

### Jornadas Estudiantiles de marzo y abril de 1962
En diciembre de 1961 Ydígoras Fuentes organizó un fraude electoral en los comicios para elegir a los diputados al Congreso de la República. Se determinó que el 1 de marzo de 1962 tomarían esos diputados sus respectivos cargos. Los estudiantes universitarios, organizados en la Asociación de Estudiantes Universitarios (AEU), y los estudiantes de educación secundaria reunidos en el Frente Unido del Estudiantado Guatemalteco Organizado (FUEGO) realizaron una protesta el 1 de marzo de ese año y ese mismo día, los estudiantes realizaron un paro de labores en las diferentes facultades y escuelas de la Universidad, dispersas por el centro de la Ciudad. Colocaron banderas negras en las partes frontales de los edificios denunciando la «muerte de la democracia». La protesta tuvo efecto: en los siguientes días crecieron las acciones en contra del régimen, inclusive grandes manifestaciones en las calles de la capital.
El 9 de marzo, la AEU llamó a un segundo paro de labores. El 13 se realizó un paro más. Los estudiantes paralizaron buena parte de la actividad económica de la capital. Controlaron los accesos de la ciudad, tirando tachuelas para detener el tránsito de vehículos. Fueron las primeras jornadas de lucha masiva, desde el golpe contrarrevolucionario de 1954. Los estudiantes, utilizando únicamente palos, piedras y algunas bombas Molotov, detuvieron los avances de las fuerzas públicas. Cuando el gobierno cortó la red telefónica, los estudiantes reaccionaron, ocupando radioemisoras para transmitir sus mensajes y coordinar así sus acciones. Las protestas se extendieron al interior del país, Chiquimula, Jutiapa, Retalhuleu, San Marcos, Huehuetenango y principalmente a Quetzaltenango, el segundo centro de protesta estudiantil.
Los estudiantes organizados contaron con el apoyo de grupos de obreros, sindicalistas, campesinos, pequeños empresarios, mujeres y trabajadores del arte, inconformes con Ydígoras. También llegaron a participar varios partidos políticos de la oposición, quienes maniobraron para tomar el control del movimiento. Con el crecimiento de las protestas, la AEU no sólo planteó la anulación de las elecciones del Legislativo; emulando los eventos de junio de 1944, también pidió la renuncia de Ydígoras Fuentes por su corrupción y despotismo, la disolución del Congreso, la derogación de la Constitución de 1956 y la reimplantación de la de 1945, así como la instalación de una reforma agraria, entre otras demandas.
Los estudiantes de los institutos públicos de nivel medio acuerparon las protestas y sufrieron la mayoría de las bajas. En las jornadas de 1962, la organización de estudiantes de secundaria FUEGO, era líder de los principales grupos de protesta. Varios institutos del Estado fueron violentamente atacados por la policía. En ese momento, el movimiento de masas en la capital ya se había convertido en un reto para el gobierno. Ydigoras lanzó un comunicado en el cual atribuía los disturbios a los comunistas y llamaba a la población a no permitir que el «comunismo» volviera a «ensangrentar» a Guatemala.
No obstante la persistencia de las protestas, la clave para la permanencia de Ydígoras Fuentes en el poder fue el papel desempeñado por las fuerzas armadas. Al inicio de las manifestaciones, los militares que estaban descontentos con el presidente no actuaron. De tal cuenta, al crecer las protestas, altos oficiales buscaron contacto directo con los estudiantes para planificar la transición pos Ydígoras. El gobierno estaba a punto de caer, y los estudiantes y sus aliados, de tomar el poder, como lo habían hecho en la Revolución de octubre de 1944. Pero Ydígoras aceptó un acuerdo con los militares, y en pocas semanas sustituyó todo su gabinete de ministros únicamente por militares. A partir de ese momento los militares reforzaron su posición en el poder.
Ydigoras Fuentes ordenó reprimir las protestas; se declaró estado de sitio, se impuso toque de queda y se inició la persecución. La falta de un líder y de dirección del movimiento popular, hizo que los acontecimientos se salieran de los marcos legales y le dio ventaja a las fuerzas de seguridad que terminaron por romper la resistencia de la población. Varios estudiantes fueron asesinados y muchos más fueron capturados.
La rebelión popular fue sofocada y al final de la revuelta el saldo era de decenas de muertos y heridos, centenares de capturados y muchos otros expulsados del país. Lo más destacado de este hecho fue que hizo estallar la preinsurrección en la Ciudad de Guatemala, y como consecuencia de la represión, los estudiantes abandonaron la protesta social y la movilización de las masas como vía para cambiar el sistema corrupto y antidemocrático y en adelante, se unirían a la lucha armada guerrillera, principalmente los estudiantes de la Universidad de San Carlos de Guatemala.
Tras el golpe de Estado de marzo de 1963, el gobierno de facto del coronel Enrique Peralta Azurdia volvió a militarizar los institutos de educación media para evitar protestas similares.

### Admisión de Señoritas y creación de Técnico Universitario en Educación Primaria
En 2007 la Escuela Normal fue autorizada para empezar a recibir señoritas, pensando en llamarla «Escuela Normal coeducativa Dr. Juan José Arévalo». En 2012, durante el gobierno del general Otto Pérez Molina, se propone eliminar la carrera de Magisterio a nivel diversificado y convertirla en una carrera técnica universitaria de tres años, luego de un bachillerato de dos años; de esta forma, la Escuela Normal Central para Varones perdería su razón de existir: formar maestros a nivel diversificado En respuesta, los estudiantes de la Escuela Normal tomaron medidas de hecho que incluyeron la toma del «Puente El Incienso» y el «Parque de la Industria». A pesar de las protestas, el cambio entró en vigencia en 2013 y la Escuela Normal ahora ofrece Bachillerato en Ciencias y Letras con Orientación en Educación en vez de la carrera de Magisterio.

## Alumnos famosos

### Pedagogos
- José María Bonilla Ruano
- Luis Martínez Mont: Pedagogo, director de la Escuela durante el gobierno del general Jorge Ubico, discípulo del eminente suizo Jean Piaget, miembro de la OIT y asesor pedagógico de Walt Disney.
- César Augusto Palma y Palma: Cuentista y profesor de carrera; fue director del Instituto Nacional Central para Varones en 1974.

### Presidentes
- Juan José Arévalo
- Baudilio Palma

### Escritores
- Rigoberto Bran Azmitia
- Manuel Galich: Fue Ministro de Educación del gobierno de Juan José Arévalo y embajador de Guatemala en varios países durante el gobierno del coronel Jacobo Arbenz Guzmán. Fue un militar que fue presidente de Guatemala, de 1950 a 1954. retirado del poder por la fuerza en el 54 por fuerzas oscurantistas liberales apoyadas por EE. UU. y grupos radicales Guatemaltecos presidididos por Castillo Armas.

## Catedráticos distinguidos
- Juan José Arévalo (1923-1927)
- Manuel Galich
- José Martí  Cuba (1878)
- Luis Martínez Mont (1923-1927; 1935-1944)
- General José Víctor Mejía De León: Primer aviador de Guatemala, primer jefe del Cuerpo Militar de Aviación de Guatemala y eminente geógrafo.
- Antonio Vidal: profesor de música y director del coro.][2]

## Directores
- José María Izaguirre  Cuba (1877)
- Manuel R. Ortega (1892)
- José María Fuentes (1896)
- José Vicente Echeverría (1898)
- José Mercedes Fuentes (1912)
- Miguel Morazán  Honduras (1918)
- Alfredo Carrillo Ramírez: Exalumno de la Escuela Normal, egresado en 1911. Escribió el Himno de la Escuela en 1931. (1931)
- Luis Martínez Mont (1935-30 de junio de 1944)
- Jorge Luis Arriola (1.º. de julio de 1944 - 25 de septiembre de 1944)
- Carlos Alberto Quintana (25 de septiembre de 1944 - 20 de octubre de 1944)
- Arnulfo Maldonado (1.º. de noviembre de 1944 - 1 de marzo de 1945)
- Marco Antonio Tepaz[g] (2012- )